# Campeonato Mundial de Triatlón de 2011
El XXIII Campeonato Mundial de Triatlón fue una serie de siete competiciones donde la Gran Final se celebró en Pekín (China) del 10 al 11 de septiembre de 2011. Fue realizado bajo la organización de la Unión Internacional de Triatlón (ITU).
En la Gran Final, los 1,5 km de natación se efectuaron en las aguas del embalse de Shisanling, ubicado al norte de la capital china, los 40 km de bicicleta y los 10 km de carrera se desarrollaron en un circuito alrededor del embalse. 

## Etapas
| Fecha                 | Lugar                  | Tipo              |
| --------------------- | ---------------------- | ----------------- |
| 10 de abril           | Sídney ( Australia)    | Estándar          |
| 14 – 15 de mayo       | Yokohama ( Japón)      | Evento cancelado* |
| 4 – 5 de junio        | Madrid ( España)       | Estándar          |
| 18 – 19 de junio      | Kitzbühel ( Austria)   | Estándar          |
| 24 – 25 de julio      | Hamburgo ( Alemania)   | Estándar          |
| 6 – 7 de agosto       | Londres ( Reino Unido) | Estándar          |
| 20 – 21 de agosto     | Lausana ( Suiza)       | Sprint            |
| 10 – 11 de septiembre | Pekín ( China)         | Gran Final        |

- (*) – Evento cancelado por causa del terremoto en la costa nordeste de la isla de Honshu, acontecido el 11 de marzo de 2011, y del consecuente tsunami que desencadenó el accidente nuclear de Fukushima I.

## Resultados

### Medallistas
| Evento    | Oro                                      | Plata                                    | Bronce                                  |
| --------- | ---------------------------------------- | ---------------------------------------- | --------------------------------------- |
| Masculino | Alistair Brownlee Reino Unido 4.285 pts. | Jonathan Brownlee Reino Unido 3.992 pts. | Javier Gómez Noya · España · 3.671 pts. |
| Femenino  | Helen Jenkins Reino Unido 4.023 pts.     | Andrea Hewitt Nueva Zelanda 3.836 pts.   | Sarah Groff Estados Unidos 2.783 pts.   |

### Masculino
| Evento    | Oro                           | Plata                         | Bronce                        |
| --------- | ----------------------------- | ----------------------------- | ----------------------------- |
| Sídney    | Javier Gómez Noya · España    | Jonathan Brownlee Reino Unido | Sven Riederer · Suiza         |
| Madrid    | Alistair Brownlee Reino Unido | Jonathan Brownlee Reino Unido | Javier Gómez Noya · España    |
| Kitzbühel | Alistair Brownlee Reino Unido | Alexandr Briujankov · Rusia   | Sven Riederer · Suiza         |
| Hamburgo  | Brad Kahlefeldt Australia     | William Clarke Reino Unido    | David Hauss Francia           |
| Londres   | Alistair Brownlee Reino Unido | Alexandr Briujankov · Rusia   | Jonathan Brownlee Reino Unido |
| Lausana   | Jonathan Brownlee Reino Unido | Javier Gómez Noya · España    | Alistair Brownlee Reino Unido |
| Pekín     | Alistair Brownlee Reino Unido | Sven Riederer · Suiza         | Jonathan Brownlee Reino Unido |

### Femenino
| Evento    | Oro                         | Plata                         | Bronce                      |
| --------- | --------------------------- | ----------------------------- | --------------------------- |
| Sídney    | Paula Findlay · Canadá      | Bárbara Riveros · Chile       | Andrea Hewitt Nueva Zelanda |
| Madrid    | Paula Findlay · Canadá      | Helen Jenkins Reino Unido     | Emmie Charayron Francia     |
| Kitzbühel | Paula Findlay · Canadá      | Helen Jenkins Reino Unido     | Sarah Groff Estados Unidos  |
| Hamburgo  | Emma Moffatt Australia      | Emma Jackson Australia        | Emma Snowsill Australia     |
| Londres   | Helen Jenkins Reino Unido   | Gwen Jorgensen Estados Unidos | Anja Dittmer · Alemania     |
| Lausana   | Bárbara Riveros · Chile     | Emma Jackson Australia        | Andrea Hewitt Nueva Zelanda |
| Pekín     | Andrea Hewitt Nueva Zelanda | Helen Jenkins Reino Unido     | Melanie Annaheim · Suiza    |

## Medallero
| Núm. | País           | Oro | Plata | Bronce | Total |
| ---- | -------------- | --- | ----- | ------ | ----- |
| 1    | Reino Unido    | 2   | 1     | 0      | 3     |
| 2    | Nueva Zelanda  | 0   | 1     | 0      | 1     |
| 3    | España         | 0   | 0     | 1      | 1     |
| 3    | Estados Unidos | 0   | 0     | 1      | 1     |
|      | TOTAL          | 2   | 2     | 2      | 6     |